# Bošany
Bošany (Hongaars: Bossány) is een Slowaakse gemeente in de regio Trenčín, en maakt deel uit van het district Partizánske.
Bošany telt 4.227 inwoners.